# São José de Princesa
São José de Princesa é um município brasileiro do estado da Paraíba. Localiza-se a uma latitude 07º44'18" sul e a uma longitude 38º05'39" oeste, estando a uma altitude de 720 metros. Sua população estimada em 2009 era de 4.756 habitantes. Possui uma área de 158 km².

## Geografia
O município está incluído na área geográfica de abrangência do semiárido brasileiro, definida pelo Ministério da Integração Nacional em 2005. Esta delimitação tem como critérios o índice pluviométrico, o índice de aridez e o risco de seca.Todo o território do município é composto por boa parte de terras secas, cerca de 50 por cento apenas, já a outra parte de terras é formada por terras férteis, excelente para o cultivo de alimentos, e crianção de gados.

## Economia
A economia da região é composta basicamente da pecuária, com a criação de bovinos e caprinos.  Observa-se também plantios pequenos, composto por plantas como o coqueiro anão, o gigante, cultivo  de hortaliças, principalmente no sitio Santa Rosa e Saco dos Caçulas, tendo o sitio Espinheiro a maior concentração de coqueiros. O Sítio Almas já na divisa com o município de Triunfo-PE, também existe uma grande demanda de frutas e hortaliças em nível comercial.  
Existe ainda a produção do queijo, manteiga e vários derivados do leite, tudo produzido artesanalmente.

## Clima
Na época das chuvas, observa-se a formação de muitos riachos e cachoeiras. Nesse período ocorre a acumulação de águas nos açudes e nos lençóis freáticos. Na época das cheias, o principal riacho do município, de onde vem as águas da serra do Triunfo do estado de Pernambuco, riacho das Almas e Piancozinho e de outras serras que possuem diversos riachos que chegam até o riacho do São José, as águas chegam a entrar dentro da cidade dependendo do volume de chuvas, na verdade um espetáculo da natureza visto de cima da ponte que da acesso a cidade vindo de Princesa Isabel. O município também possui um ótimo clima, por estar localizada pertinho da serra do Triunfo, município vizinho no estado do Pernambuco.
De acordo com dados da Agência Executiva de Gestão das Águas da Paraíba (AESA), de 1994 a 2017, o maior volume pluviométrico em um mês foi registrado em Março de 2008, 612,3 mm. Possui extremos anuais de 247,7 mm e 1352,9 mm. A média anual da localidade atinge os 780,0 mm.